# Staré Heřminovy
Staré Heřminovy är en ort i Tjeckien. Den ligger i den östra delen av landet, 230 km öster om huvudstaden Prag. Staré Heřminovy ligger 472 meter över havet och antalet invånare är 228.
Terrängen runt Staré Heřminovy är varierad, och sluttar österut. Runt Staré Heřminovy är det ganska glesbefolkat, med 26 invånare per kvadratkilometer. Närmaste större samhälle är Opava, 19,8 km öster om Staré Heřminovy. Omgivningarna runt Staré Heřminovy är en mosaik av jordbruksmark och naturlig växtlighet.